# شهرداری گویگلیجا
شهرداری گویگلیجا (به لاتین: Gevgelija Municipality) یک منطقهٔ مسکونی در مقدونیه شمالی است که در مقدونیه شمالی واقع شده‌است. شهرداری گویگلیجا ۳۱۷ کیلومتر مربع مساحت و ۲۲٬۹۸۸ نفر جمعیت دارد.